# Spaghetti a la Mode
Spaghetti a la Mode è un cortometraggio muto del 1915 diretto da Will Louis e prodotto dalla Lubin.

## Trama
Rimasti al verde, Antonio e Pasquale investono i loro ultimi soldi in un biglietto della lotteria. Quindi si recano al ristorante per farsi una mangiata di spaghetti. Al momento del conto, salta fuori che i due non hanno il becco di un quattrino e scoppia la baraonda.

## Produzione
Il film fu prodotto dalla Lubin Manufacturing Company. Venne girato a Jacksonville, in Florida.

## Distribuzione
Distribuito dalla General Film Company, il film - un cortometraggio di 180 metri - uscì nelle sale USA il 16 gennaio 1915. Nelle proiezioni, veniva programmato con il sistema dello split reel, accorpato in un'unica bobina con un altro cortometraggio prodotto dalla Lubin, la commedia Mr. Stubb's Pen.